# Immanuel Nobel

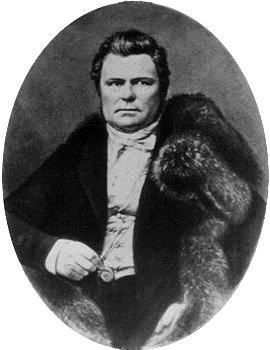
Immanuel Nobel

Immanuel Nobel (* 24. März 1801 in Gävle; † 3. September 1872 in Heleneborg, Stockholm) war ein schwedischer Ingenieur, Architekt, Erfinder und Industrieller. Sein Sohn Alfred Nobel, der das Unternehmen des Vaters fortführte, war der Begründer des Nobelpreises.

## Jugend
Obwohl sein gleichnamiger Vater, Immanuel Nobelius, sich als Feldscher in der schwedischen Armee und Krankenhausarzt in Gävle verdient gemacht hatte, wuchs Immanuel Nobel in ärmlichen Verhältnissen auf. Die Eltern konnten ihm keine formale Ausbildung zukommen lassen und unterrichteten ihn privat. Im Alter von vierzehn Jahren wurde er Matrose auf dem schwedischen Schiff Thetis, mit dem er das Mittelmeer bereiste. Mit achtzehn kehrte er nach Schweden zurück. 1818 als Schiffsbaulehrling bei der Firma Loell in Gävle angestellt, wurde er 1819 Mitglied der Kunstakademie in Stockholm. Dort betrieb er Studien in Konstruktionslehre und beschreibender Geometrie, danach war er als Lehrer am damaligen Teknologiska institutet beschäftigt.

## Familienleben
1827 heiratete er Carolina Andrietta Ahlsell, die aus einer reichen schwedischen Familie stammte. Gemeinsam hatten sie acht Kinder, von denen jedoch nur die vier Söhne Robert Hjalmar (1829–1896), Ludvig Immanuel (1831–1888), Alfred Bernhard (1833–1896) und Emil Oskar (1843–1864) das Erwachsenenalter erreichten.

## Unternehmertum
1833 erlebte Nobel den Konkurs seiner Baufirma, als mehrere unversicherte Lastkähne mit Baumaterial untergingen und bereits vorher das Wohnhaus der Familie abgebrannt war. Auf der Flucht vor den Gläubigern ging Nobel 1837 als Unternehmer über Turku, wo er als Gummifabrikant und Architekt tätig war, nach Sankt Petersburg. 1842 gründete er dort ein eigenes Maschinenwerk mit angeschlossener Gießerei, das zeitweise über tausend Arbeiter beschäftigte. Mit großem Erfindergeist und Talent entwickelte er in kurzer Zeit neue Maschinen, vor allem zur Kriegsführung: ein Schnellfeuergewehr; stationäre Seeminen, die im Krimkrieg zur Verteidigung von Sveaborg und Kronstadt eine Rolle spielten; einen wasserdichten und aufblasbaren Militärrucksack aus Kautschuk; eine Drechselbank zur Bearbeitung von Sperrholz; ein Dampfschiff; ein Zentralheizungssystem mit zirkulierendem Warmwasser. Zahlreiche Aufträge der russischen Armee und die Gunst des Zarenhofes verschafften der Firma einen großen Aufschwung und Immanuel Nobel sowie seiner Familie wirtschaftlichen Wohlstand.

## Herstellung von Sprengstoffen
Am Ende des Krimkrieges und mit dem Tod Zar Nikolaus‘ I. wurde die wirtschaftliche Situation der Firma schwierig, da weitere Aufträge des russischen Militärs ausblieben und Schuldner ausstehende Rechnungen nicht zahlten. Auf Druck der Gläubiger übernahmen seine Söhne Ludvig und Robert die Verwaltung der Firma. Immanuel Nobel zog mit seiner Familie 1859 nach Schweden zurück. Mit den beiden Söhnen Alfred und Emil baute er dort ein erfolgreiches Familienunternehmen auf, das mit Nitroglyzerin experimentierte. Ab 1862 wurde der Stoff als Nobels sprängolja bei der Bergsprengung in Schweden eingesetzt und 1863 patentiert. Bei einer schweren Explosion im Firmenlabor von Heleneborg am Mälaren See kamen am 3. September 1864 Emil und weitere Arbeiter ums Leben. Von diesem Schlag erholte sich Immanuel Nobel, der 1865 einen Schlaganfall erlitt, körperlich nicht mehr. Er starb am Jahrestag der Explosion acht Jahre später.

## Würdigung
Immanuel Nobel war ein talentierter Erfinder und eine Unternehmerpersönlichkeit des 19. Jahrhunderts. Seine ambitionierten Vorhaben scheiterten oft an unrealistischen Plänen und mangelnden Finanzierungsmöglichkeiten. Dennoch wurde er Gründer einer der erfolgreichsten schwedischen Industriellendynastien. Seine Söhne setzten sein Lebenswerk fort. Der Nobelpark in Gävle ist nach der Familie benannt.

## Leben
- Immanuel Nobel. In: Herman Hofberg, Frithiof Heurlin, Viktor Millqvist, Olof Rubenson (Hrsg.): Svenskt biografiskt handlexikon. 2. Auflage. Band 2: L–Z, samt Supplement. Albert Bonniers Verlag, Stockholm 1906, S. 183 (schwedisch, runeberg.org).

| Personendaten    | Personendaten                           |
| ---------------- | --------------------------------------- |
| NAME             | Nobel, Immanuel                         |
| KURZBESCHREIBUNG | schwedischer Erfinder und Industrieller |
| GEBURTSDATUM     | 24. März 1801                           |
| GEBURTSORT       | Gävle                                   |
| STERBEDATUM      | 3. September 1872                       |
| STERBEORT        | Heleneborg                              |